# Powrót nieustraszonych zabójców pomidorów
Powrót nieustraszonych zabójców pomidorów (ang. Killer Tomatoes Strike Back!) – amerykański film komediowy z 1990 roku, wyreżyserowany przez Johna De Bello. Film jest kontynuacją filmu Atak pomidorów zabójców z 1978 roku oraz Powrót zabójczych pomidorów z 1988 roku.
Film opowiada o perypetiach krwiożerczych pomidorów, które niszczą wszystko, co stanie im na drodze.
Dalsze kontynuacją tego cyklu filmów jest film: Krwiożercze pomidory atakują Francję (Killer Tomatoes Eat France) z 1991 roku.

## Główne role[1]
- Rick Rockwell - Lance Boyle
- Crystal Carson - Kennedy Johnson
- Steve Lundquist - Igor
- John Witherspoon - Evan Flood
- John Astin - profesor Mortimer Gangreen
- J. Stephen Peace - kapitan Wilbur Finletter
- John De Bello - Charles White
- Frank Davis - Sam Smith
- Harvey Weber - Sid